# Kébémer
Kébémer (parfois Kebemer) est une ville du nord-ouest du Sénégal.

## Histoire
Les origines de Kébémer ne font pas l'unanimité, mais, selon le site communal, la ville aurait été fondée en 1774.

## Administration
La commune est le chef-lieu du département de Kébémer, une subdivision de la région de Louga.

## Géographie
Les localités les plus proches sont Gad Kebe, Gala Mbingue, Tiene Tilene, Gal Beut et Ndiabi Fal. 

### Population
Lors des recensements de 1988 et 2002, la localité comptait respectivement 8 120 et 14 438 habitants.
En 2007, selon les estimations officielles, la population serait de 15 585 personnes.

### Activités économiques

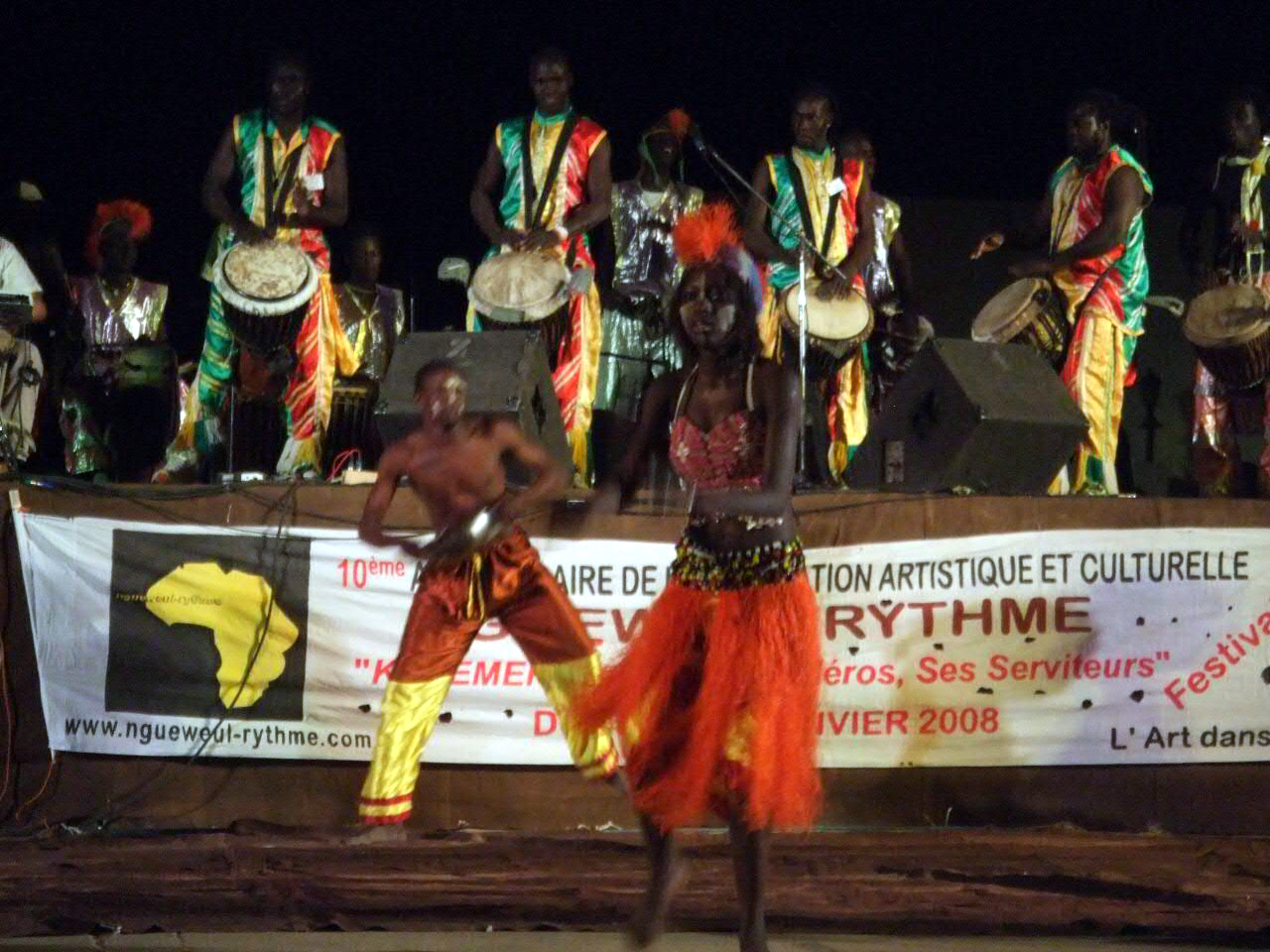
Le festival de 2008

Carrefour commercial et économique grâce au marché et à la gare, Kébémer a cependant pâti de l'essor croissant du trafic routier.
Les artisans jouent un rôle significatif dans l'économie locale, en particulier les menuisiers, les cordonniers, les bijoutiers, les tailleurs et les sculpteurs.
Pour le moment le tourisme n'est pas encore très développé à Kébémer.
Le 10e anniversaire du Ngueweul Rythme a été célébré à Kébémer en janvier 2008.

## Personnalités liées à la commune
- Abdoulaye Wade, politique sénégalais, président de 2000 à 2012, est né à Kébémer en 1926.
- Alioune Tall, homme politique sénégalais, ministre du gouvernement Mamadou Dia (1927 - 1993)
- Amadou Karim Gaye, homme politique sénégalais
- Tidiane Aw, cinéaste, y est né en 1935.
- Gorgui Dieng, célèbre basketteur, y est né en 1990.

## sport
L’équipe de Bargueth FC de Kébémer a joué plusieurs années en deuxième division sénégalaise dans les années 2000